# 津軽小国テレビ中継局
津軽小国テレビ中継局（つがるおぐにテレビちゅうけいきょく）は、青森県東津軽郡外ヶ浜町に置かれているテレビ中継局である。

## 中継局概要

### デジタルテレビ放送
| リモコン 番号 | 放送局名         | チャンネル 番号 | 空中線 電力 | ERP   | 偏波面   | 放送対象地域 | 放送区域 内世帯数 | 運用開始日      |
| ------------- | ---------------- | --------------- | ----------- | ----- | -------- | ------------ | ----------------- | --------------- |
| 1             | RAB 青森放送     | 22              | 50mW        | 370mW | 垂直偏波 | 青森県       | 約200世帯         | 2010年 12月20日 |
| 2             | NHK 青森教育     | 19              | 50mW        | 370mW | 垂直偏波 | 全国         | 約200世帯         | 2010年 12月20日 |
| 3             | NHK 青森総合     | 20              | 50mW        | 370mW | 垂直偏波 | 青森県       | 約200世帯         | 2010年 12月20日 |
| 5             | ABA 青森朝日放送 | 24              | 50mW        | 370mW | 垂直偏波 | 青森県       | 約200世帯         | 2010年 12月20日 |
| 6             | ATV 青森テレビ   | 18              | 50mW        | 370mW | 垂直偏波 | 青森県       | 約200世帯         | 2010年 12月20日 |

- 所在地： 外ヶ浜町蟹田小国南田[2]
- 放送区域： 外ヶ浜町の一部[2]
- 2010年9月28日に予備免許が交付され[3][4]、11月上旬に試験電波を発射。12月16日に本免許が交付され[1]、12月20日に本放送を開始した[1]。当初、青森本局の放送エリアとなっていたため、デジタル中継局が設置されない予定であった[5]。なお、アナログ中継局を置かなかったABAは、デジタル新局として開局した。

### アナログテレビ放送
| チャンネル 番号 | 放送局名       | 空中線 電力         | ERP                  | 偏波面   | 放送対象地域 | 放送区域 内世帯数 | 運用開始日      |
| --------------- | -------------- | ------------------- | -------------------- | -------- | ------------ | ----------------- | --------------- |
| 40              | NHK 青森教育   | 映像100mW/ 音声25mW | 映像870mW/ 音声220mW | 垂直偏波 | 全国         | 160世帯           | 1983年 11月28日 |
| 42              | ATV 青森テレビ | 映像100mW/ 音声25mW | 映像870mW/ 音声220mW | 垂直偏波 | 青森県       | -                 | 1983年 11月28日 |
| 44              | RAB 青森放送   | 映像100mW/ 音声25mW | 映像870mW/ 音声220mW | 垂直偏波 | 青森県       | -                 | 1983年 11月28日 |
| 46              | NHK 青森総合   | 映像100mW/ 音声25mW | 映像870mW/ 音声220mW | 垂直偏波 | 青森県       | 160世帯           | 1983年 11月28日 |

- 所在地： デジタルテレビ放送に同じ
- 2011年7月24日をもってすべて廃止された。なお、ABAにはチャンネルが割り当てられていなかった。